# الخرشبة (حبيش)

تعديل مصدري - تعديل

الخرشبة محلة تابعة لقرية حماحم، التابعة لعزلة كومان بمديرية حبيش إحدى مديريات محافظة إب في الجمهورية اليمنية، بلغ تعداد سكانها 62 حسب تعداد اليمن لعام 2004.